# Caio eminens
Caio eminens är en fjärilsart som beskrevs av Paul Dognin 1891. Caio eminens ingår i släktet Caio och familjen påfågelsspinnare. Inga underarter finns listade i Catalogue of Life.